# Звягельский район
Звя́гельский райо́н (укр. Звягельский район) — административная единица на западе Житомирской области Украины. Административный центр — город Звягель.

## География
Площадь — 5237,3 км² (в новых границах района) 2100 км² (в старых границах района).
Граничит с Коростенским и Житомирским районом.
Основные реки — Случь, Смолка, Церем, Тня.

## История
Новоград-Волынский район был образован в УССР 7 марта 1923 года.
В 1935 году район был упразднён. Восстановлен 4 июня 1958 года на территории упразднённого Ярунского района и территории, подчинённой Новоград-Волынскому горсовету.
17 июля 2020 года в результате административно-территориальной реформы район был укрупнён, в его состав вошли территории:
- Новоград-Волынского района,
- Барановского района,
- Емильчинского района,
- а также города областного значения Новоград-Волынский.

В 2022 году Новоград-Волынский район был переименован в Звягельский район.

## Население
Численность населения района в укрупнённых границах — 171,7 тыс. человек.
Численность населения района в границах до 17 июля 2020 года по состоянию на 1 января 2020 года — 43 789 человек, из них городского населения — 5 256 человек (пгт Городница), сельского — 38 533 человека.

## Административное устройство
Район в укрупнённых границах с 17 июля 2020 года делится на 12 территориальных общин (громад), в том числе 2 городские, 3 поселковые и 7 сельских общин (в скобках — их административные центры):
- Городские:
  - Звягельская городская община (город Звягель),
  - Барановская городская община (город Барановка);
- Поселковые:
  - Городницкая поселковая община (пгт Городница),
  - Довбышская поселковая община (пгт Довбыш),
  - Емильчинская поселковая община (пгт Емильчино);
- Сельские:
  - Барашовская сельская община (село Бараши),
  - Брониковская сельская община (село Романовка),
  - Дубровская сельская община (село Дубровка),
  - Пищовская сельская община (село Пищов),
  - Стриевская сельская община (село Стриева),
  - Чижовская сельская община (село Чижовка),
  - Ярунская сельская община (село Ярунь).

## Археология
- В августе 2020 года в посёлке Городница был найден городницкий клад[укр.] со сребрениками князей Владимира Святославича и Святополка Ярополковича. Всего до этой находки было известно о существовании примерно 400 монет времён Владимира Святославича, Святополка Окаянного и Ярослава Мудрого[11].